# Servião

Karte aus dem 18. Jahrhundert zeigt Belu (Bellos) und Servião (Naikenos)

Servião (niederl.: Zerviaen, Uab Meto: Sorbian) ist eine ehemalige Provinz Timors, in der von den Portugiesen im 17. und 18. Jahrhundert der Westen der Insel zusammengefasst wurde. Die östliche Provinz hieß Belu, nach der größten Ethnie Belus, die heute Tetum genannt werden. Im Gegensatz dazu dominierten in Servião die Baiquenos (Vaiquenos, Naikenos), die heute Atoin Meto genannt werden.
Im rituellen Status stand über dem Liurai (timoresischer Herrscher) in der Hierarchie die Maromak Oan (das Kind Gottes). Während der Liurai die männliche und aktive Seite verkörperte, stellte die Maromak Oan (nur symbolisch) das Weibliche und Inaktive dar. Der Legende nach hatte die Maromak Oan drei Söhne: „Liurai“ (etwa „aus der Erde hervorragend“), Sonba’i (Senobay, Sonnebay) und den Vorfahren des Herrschers von Likusaen (Liquiçá) waren. Sonba’i herrschte im Westen Timors, das die Portugiesen Servião nannten, die Holländer Zerviaen. Liurai gründete Wehale im Zentrum der Insel und der Osten wurde von Likusaen beherrscht. Andere Erzählungen nennen Luca statt Likusaen das dritte Reich.
Erstmals wird Servião als Cerviaguo in einer portugiesischen medizinischen Enzyklopädie von 1563 erwähnt, als einer von zwei Haupthäfen an der Nordküste, von denen aus Sandelholz von Timor exportiert wurde. 1613 führt schließlich eine portugiesische Landkarte das „Servião Reino“ (Servião-Reich) auf, ein Stück westlich der portugiesischen Siedlung Lifau. Bis in die 1640er taucht der Name „Servião“, ebenso wie sein östliches Gegenstück „Belu“ beziehungsweise sein Zentrum Wehale nicht in den Berichten der Europäer auf.
Timor war damals in eine Vielzahl von kleinen Reichen zersplittert, die in losen Verbänden miteinander verbündet waren. Im 18. Jahrhundert gelang es den Niederländern den Großteil Westtimors zu erobern, beziehungsweise die dortigen Liurais zu einem Bündnis mit der Niederländischen Ostindien-Kompanie zu bewegen.
Eine portugiesische Quelle von 1769 zählt die Reiche Serviãos auf: Mit Portugal verbündet oder unter dessen Oberhoheit waren Cuss (Oe-Cusse), Liphao (Lifau), Nammutte (Noimuti), Tulugritte, Batugade, Fialara und Tuli[c]ão. Die beiden letzten wurden aufgegeben, nachdem die Niederländer sie erobert hatten. Mit den Niederländern verbündet waren Amamebao (Amanuban), Amanassa (Amarasi), Eusente und Eucase. 1811 wird von 16 Reichen berichtet, die dem „Kaiser“ von Sonba’i, wovon sich der Name Servião ableitet, untertan seien. Laut niederländischen Quellen des 17. Jahrhunderts überschnitt Sonba’i sich mit dem Reich von Amfo'an, das bis 1962 im Norden Westtimors bestand.
Servião und der Westteil Belus bilden heute das indonesische Westtimor, mit Ausnahme der zum unabhängigen Osttimor gehörenden Exklave Oe-Cusse Ambeno.

## Belege
- Hans Hägerdal: Servião and Belu: Colonial conceptions and the geographical partition of Timor (PDF-Datei; 338 kB)
- History of Timor – Technische Universität Lissabon (PDF-Datei; 805 kB)